# パスクアーレ・フォルナーラ
パスクアーレ・フォルナーラ（Pasquale Fornara、1925年3月29日 – 1990年7月24日）は、イタリア、ボルゴマネーロ出身の元自転車競技（ロードレース）選手。

## 来歴
ツール・ド・スイスで4度の総合優勝実績は2023年現在歴代最多記録。グランツールにおいては、総合優勝経験こそないが1953年のジロ・デ・イタリアで山岳賞を獲得した。

## 主な実績
1952年
- ツール・ド・スイス 総合優勝 & 区間2勝(第5、7)

1953年
- ジロ・デ・イタリア 山岳賞 & 総合3位 & 区間1勝(第2)
- ツール・ド・ロマンディ 総合2位

1954年
- ツール・ド・スイス 総合優勝
- ジロ・デ・イタリア 総合8位

1955年
- ジロ・デ・イタリア 総合7位
- ツール・ド・フランス 総合4位

1956年
- ツール・ド・ロマンディ 総合優勝 & 区間1勝(第3b)
- ジロ・デ・イタリア 区間1勝(第12)

1957年
- ツール・ド・スイス 総合優勝 & 区間1勝(第5)
- ジロ・デ・イタリア 総合8位

1958年
- ツール・ド・スイス 総合優勝 & 区間2勝(第3、6)
- ブエルタ・ア・エスパーニャ 総合2位
- パリ〜ニース 総合2位